# Целуване на ръка
Целуването на ръка е жест, показващ учтивост, вежливост, възхищение или дори преданост от един човек към друг.
Целуването на ръка се инициира от лицето, което получава поздрава, като подава ръката си с дланта надолу; или от лицето, което поздравява, като подава ръка, за да хване ръката на получателя. Човекът, който целува, се покланя към предложената ръка и (често символично) докосва кокалчетата с устни, като същевременно леко държи предложената ръка. Въпреки това, устните всъщност не докосват ръката в съвременната традиция, особено в официална среда, където всякакви интимни или романтични нюанси могат да бъдат крайно неподходящи. Жестът е кратък, трае по-малко от секунда.
Целуването на ръка се превръща в рядкост и най-вече е ограничено до консервативната висша класа или сред дипломатите.

## Рицарски жест

### Произход на жеста
Целуването на ръка се е считало за уважителен начин за един джентълмен да поздрави дама. Практиката произхожда от Полско-литовската общност и испанските съдилища от 17 и 18 век. Този жест все още се наблюдава понякога в Централна и Източна Европа, а именно Полша, Австрия, Унгария, Словакия, Румъния и Русия.
Традиционно целуването на ръка е инициирана от жена, която е подала ръка на мъж да я целуне. Очаква се дамата, която предлага ръката си, да е със същия или по-висок социален статус от мъжа. Това е било жест на учтивост и изключителна вежливост и се е смятало дори за грубо да се откаже подадената ръка. Днес практиката е много необичайна в страните от Северна Европа и е заменена до голяма степен с целувка по бузата или ръкостискане.

### В наши дни
В Турция, Малайзия, Индонезия, Сомалия и Бруней целуването на ръка е често срещан начин да се поздравят възрастни хора от двата пола, предимно най-близките роднини (и двамата родители, баби и дядовци, чичовци и лели) и учители. Понякога, след като бъде целуната ръката, приветстващият ще привлече ръката към собственото си чело. Във Филипините жестът се е превърнал в просто докосване на ръката до челото.
В Южна Италия, особено в Сицилия, словесният поздрав „Целувам ръцете“ (на италиански: „Bacio le mani.“) произлиза от тази употреба.
Днес целуването на ръка понякога се използва като романтичен жест, обикновено при раздяла и обикновено иницииран от мъж. Може да се използва, за да предаде усещане за по-традиционно и емоционално привличане, отколкото повърхностно, което се превърна в стереотип на 21 век. Жестът може да бъде разбран погрешно като пародия или подигравка с оригиналния жест и понякога може да се използва именно като такъв, но това не винаги е единственото намерение. Например, не би било подигравка за мъж, който пожелава лека нощ на приятелката си, да ѝ целуне ръката, но човек, който силно преувеличава практиката, би бил ясно разглеждан като подигравателен, както и човекът, чиято ръка се целува.
Под „целуване на ръце“ (на английски: kissing hands) в Обединеното кралство се разбира конституционен термин, който се отнася до официалното встъпване на назначени от Короната британски министри от правителството в техния щаб.
- Благородник целува ръката на дама, худ. Пиетро Лонги, 1746 г.
- В театъра, 19/20 век
- Денис Тачър поздравява първата дама на САЩ Нанси Рейгън, целувайки ръката ѝ, 1988 г.

### България
Целуването на ръка в България е форма на поздрав, използван при посрещане и сбогуване, с който най-общо се изразява покорство, послушание, почит, уважение, благодарност и признателност. През XIX век в българската традиционна практика ръка се целува главно на мъжа, който е баща, стопанин, възрастен, обредно или духовно лице. В типичното патриархално общество, този поздрав е общоприет израз за зачитане на утвърденото социално-йерархично старшинство на мъжа. Поради тези причини прилагането на поздрава спрямо жена е рядкост. Това става единствено в случаи, когато тя изпълнява някаква обредна роля. Умишленият, целенасочен допир до тялото и конкретно до ръката на незадомена или задомена жена (с по-малко ограничения) се възприема като нарушение на традиционния морал и е недопустимо поведение. В духа на традиционния светоглед ежедневното поздравяване на жената с целуване на ръка е неприемливо и недопустимо. Същото се възприема като незачитане на утвърденото социално-йерархично старшинство на мъжа.
През 20 век в България жестът преминава във фразеологизъма „Целувам Ви ръка“.

### Бесарабски българи
До края на 20 век при бесарабските българи се запазва традицията да се целуват ръцете на майката, баба, прабаба, кръщелница. Това се правило изключително публично, на големи празници и събития. Ръката се целувала само от мъже – преки потомци на тази жена или кръстени от нея. Така се определял статусът и успехът на конкретна жена. С най-голям авторитет в обществото се ползвала жената, пред която са се наредила най-много мъже, за да ѝ целунат ръка.

## Целуване на пръстен
Целуването на ръка или по-специално пръстен на ръката също е бил жест на официално подчинение или залог за вярност на човек към друг човека или като дипломатически жест. Жестът би означавал подчинение чрез целуване на пръстена с печат (форма на печат, носен като бижу), символ на властта на човека. Жестът е бил често срещан в европейската висша класа през 18 и 19 век. Започва да изчезва през 20 век, за да бъде заменен от егалитарното ръкостискане. Въпреки това бившият френски президент Жак Ширак направи целуването на ръка своя „търговска марка“ и жестът все още се среща в дипломатически ситуации.

## Религиозна употреба
В католическата църква среща с папата или кардинал или дори прелат от по-нисък ранг е съпътствана с целуване пръстена на ръката му. Това стана необичайно в кръгове, които не са свикнали с официалния протокол, дори често се отделят от духовенството. Понякога благочестивият католик съчетава целуването на ръка с коленичене на лявото коляно като още по-силен израз на синовна почит към бащата с висок ранг. Тогава духовникът може по бащински начин да положи другата си ръка върху главата на целуващия или дори да го благослови с кръстен знак с ръка. В католическата църква също е традиционно миряните да целуват ръцете на новоръкоположен свещеник след неговата встъпителна литургия, в почит към Тялото Христово, което се държи в ръцете на свещеника по време на Светата Евхаристия.
В Източната православна църква и източните православни църкви е подходящо и обичайно миряните да поздравяват духовенството, било то свещеници или епископи, като правят дълбок поклон и казват: „Отче, благослови“ (на свещеник) или „Благослови Владико" (на епископ), докато поставят дясната си ръка, длан нагоре, пред телата им. След това свещеникът ги благославя с кръстен знак и след това поставя ръка в тяхната, предлагайки възможност да целунат ръката му. Православните християни целуват ръцете на свещеника си не само за да почетат духовния си баща изповедник, но и в почит към Тялото Христово, с което свещеникът борави по време на Божествената литургия, докато подготвя Светото Причастие. Също така е обичайна практика, когато пишете писмо до свещеник, да започнете с думите „Баща благослови“, а не „Скъпи татко“ и да завършите писмото с думите „Целувам дясната ти ръка“, а не „Искрено“.
По време на литургични служби олтарните услуги и низшите духовници ще целунат ръката на свещеник, когато му подават нещо в хода на своите задължения, като кадилница, когато я получава в дясната си ръка, и епископ, когато я получава в която и да е ръка, тъй като епископ дарява благословии с двете си ръце.
Има сведения за целувки с ръце в Ислямския халифат още през 7 век.
Бахайството забранява практикуването на целуване на ръка.

## В културата
Целуването на ръка се използва доста видно в поредицата „Кръстникът“, като начин да се посочи човекът, който е Дон. Жеста е представен и във филми от периода, като „Опасни връзки“.